# PTAB (爆弾)

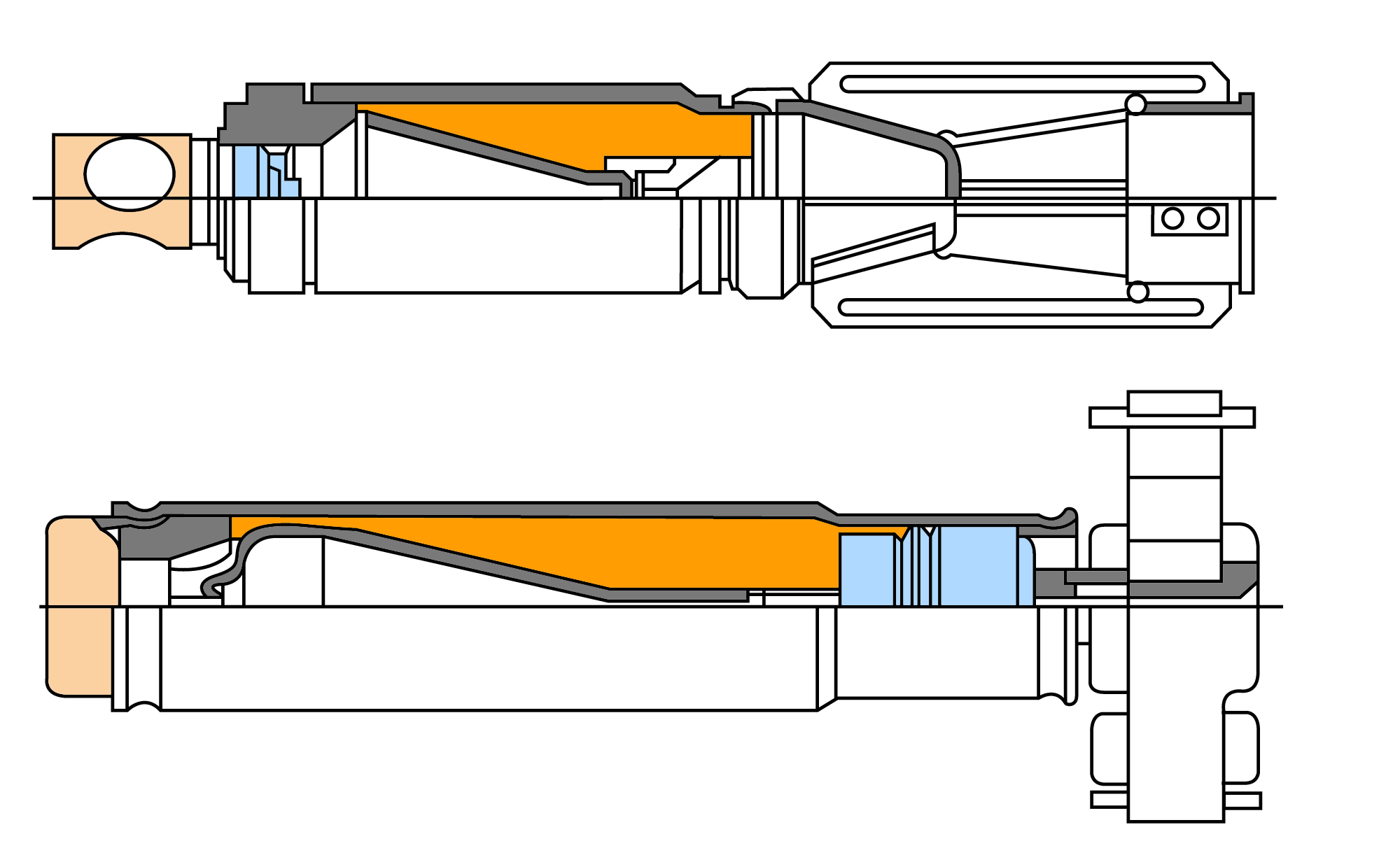
PTABの構造図

PTAB(ロシア語：ПТАБ、Противотанковая Авиабомба(対戦車航空機搭載爆弾)の略称)はソビエト連邦が第二次世界大戦期に使用した成形炸薬を用いた爆弾である。

## 設計
制式名称はPTAB-2.5-1.5で、2.5は爆弾のサイズ（2.5kg爆弾クラス）、1.5は重量（kg）を示している。対地攻撃機のIl-2は爆弾倉にこれを直接280個搭載するか、または48個入りカセット4つを搭載することができた。PTABは60-70mmほどの装甲を貫通でき、これは相手が重戦車であっても天板を貫通するには十分な威力だった。

## 使用
1943年、PTABはIl-2を使用する部隊に広く配備された。また、この爆弾は非常に軽量なので、練習機のPo-2にも搭載することができた。Yak-9戦闘機の戦闘爆撃機型であるYak-9Bでも使用可能だった。
PTABの消費数はすぐさま増加していった。1943年末には、ソ連の記録において117万1,340個のPTABが投下されたことが記録されている。1944年には502万4,822個まで増加している。1945年は4月までにさらに324万2,701個のPTABが消費された。